# Dolcien Seca
Dolcien Seca (Paramaribo, 24 gennaio 1958) è un'ex cestista olandese.

## Carriera
Con i Paesi Bassi ha disputato i Campionati mondiali del 1979 e due edizioni dei Campionati europei (1980, 1981).